# Alleluia (mis)
Het alleluia is de acclamatie in de Heilige Mis, dat aan de evangelielezing voorafgaat en behoort tot het proprium van de mis. Het bestaat, naast het woord alleluia, uit een refrein op het woord 'alleluia', een kort vers, genomen uit het evangelie of de Psalmen en een herhaling van het alleluia-refrein.
Gedurende de veertigdagentijd wordt het alleluia niet gezongen. In deze periode van vasten en bezinning wordt het alleluia vervangen door de 
tractus.
De tractus kent een kleine acclamatie b.v. Looft de Heer, alle Gij volken en wordt dan eveneens gevolgd door een kort vers, genomen uit het evangelie of de Psalmen en een herhaling van de acclamatie.

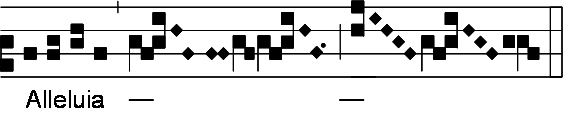
Alleluia-gezang op de vooravond van Kerstmis

Verschillende gezangen in de Byzantijnse liturgie van de vespers bevatten zeer uitgewerkte alleluia's, deze hebben echter een heel andere structuur dan de alleluia's in de Westerse traditie.